# Михаил I (митрополит Киевский)
Митрополи́т Михаи́л — святой Русской церкви; память 15 июня и 30 сентября по юлианскому календарю. Согласно церковному преданию, был первым по времени митрополитом Киевским (988—991). Предположительно, родом из Болгарии или Сирии.
Как отмечает Анджей Поппэ, «согласно закрепившейся в XVI в. традиции, Михаил был первым киевским митрополитом, [ему] наследовал Леон (иначе Леонтий). Источник этой традиции — так называемый церковный устав Владимира I, который восходит к XII—XIII вв. Согласно этому памятнику — Михаил был современником Владимира и константинопольского патриарха Фотия (время жизни которых различается минимум на 60 лет), что, в свою очередь, породило мнение, что Михаил являлся тем анонимным епископом, который был послан Фотием на Русь в 867 году. Появление имени Михаила в церковном уставе объясняется тем, что в „Повести временных лет“ под 988 годом находится наставление о вере, якобы преподанное новокрещёному Владимиру. Оно представляет собой не что иное, как сокращённый перевод символа веры, составленного в первой половине IX века Михаилом Синкеллом. Составители церковного устава восприняли это „наставление“ как написанное ради Владимира и, таким образом, заключили, что автор символа веры был и первым русским митрополитом». В Ростове святитель Михаил поставил епископом Феодора Грека. Митрополит Михаил неустанно объезжал земли Руси, утверждал епархии, ставил епископов.

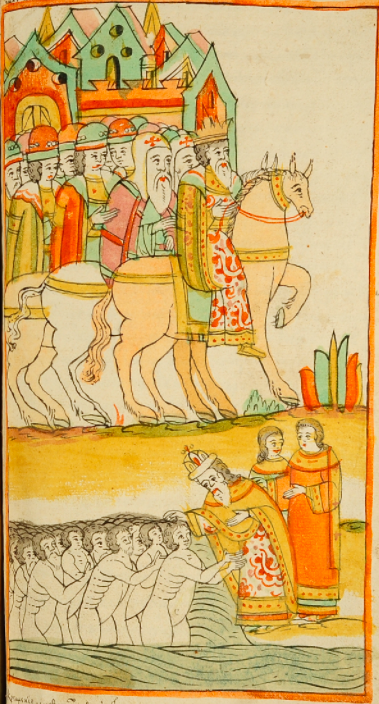
Крещение киевлян митрополитом Михаилом I, Лицевой хронограф Фёдора III, 1682 г.

Был прислан в 988 году, в царствование императоров Василия II и Константина VIII Порфирородных, патриархом Константинопольским Николаем II Хрисовергом в Корсунь для крещения князя Владимира. Оттуда прибыл в Киев для крещения киевлян.
Владыка Михаил стал первым митрополитом Киевским уже на склоне лет. Считается, что святитель скончался 15 июня 992 года. Основная дата памяти — 15 июня.
Первоначально его мощи находились в Десятинной церкви, затем в Ближних пещерах Киево-Печерского монастыря; в 1730 году были перенесены в Великую церковь лавры. В честь перенесения мощей появился второй день памяти — 30 сентября.